# Zé Gomes (político)
José Gomes da Rocha (Itumbiara, 12 de abril de 1958 - Itumbiara, 28 de setembro de 2016), mais conhecido como Zé Gomes, foi um político brasileiro, filiado ao Partido Trabalhista Brasileiro (PTB), tendo sido deputado federal por Goiás, vereador e prefeito de Itumbiara, sua cidade natal. Foi assassinado em setembro de 2016, em uma carreata durante as eleições municipais daquele ano, no qual era candidato a prefeito de Itumbiara.

## Trajetória política
A carreira política de Zé Gomes, como é mais conhecido, começou ainda jovem, quando virou vereador de Itumbiara em 1976 com 18 anos por duas legislaturas. Depois foi deputado federal em quatro legislaturas entre 1989 e 2003, deputado estadual em 2003 e prefeito de Itumbiara por dois mandatos entre 2005 e 2012.
Ao encerrar seu segundo mandato como prefeito de Itumbiara, Zé Gomes ajudou seu então vice-prefeito Chico Balla a eleger-se prefeito do município. Em 2013 foi nomeado como presidente da Saneago pelo governador Marconi Perillo e chegou a ser cogitado a vice na chapa de Marconi Perillo para as eleições de 2014, sem sucesso.
Um dos mais ricos políticos do interior goiano e ex-prefeito, Zé Gomes declarou à Justiça Eleitoral um patrimônio de R$ 110 milhões, formado em sua maioria por fazendas, o candidato tentava voltar ao comando da prefeitura.
José Gomes da Rocha foi assassinado por Daniel Henrique Campos Ferreira Castro Silvério, no dia 28 de setembro de 2016 durante uma carreata em sua cidade natal, onde era candidato a prefeito, nas eleições municipais daquele ano.